# I Can't Go On
I Can't Go On is een single van de Zweedse zanger Robin Bengtsson. Het lied werd in Zweden uitgebracht op 26 februari 2017. Het lied heeft Melodifestivalen 2017 gewonnen en werd zo de Zweedse inzending voor het Eurovisiesongfestival 2017, waar het de finale haalde en daar op de vijfde plaats eindigde. Het lied is geschreven door David Kreuger, Hamed "K-One" Pirouzpanah, en Robin Stjernberg.